# ژان لوواواسور
ژان لوواواسور (فرانسوی: Jean Levavasseur‎; ۸ ژوئن ۱۹۲۴ – ۱۰ فوریهٔ ۱۹۹۹) شمشیرباز اهل فرانسه بود.
وی در مسابقات کشوری و بین‌المللی در مجموع برندهٔ ۱ مدال برنز شده‌است.